# Amadeo I (episodio nacional)

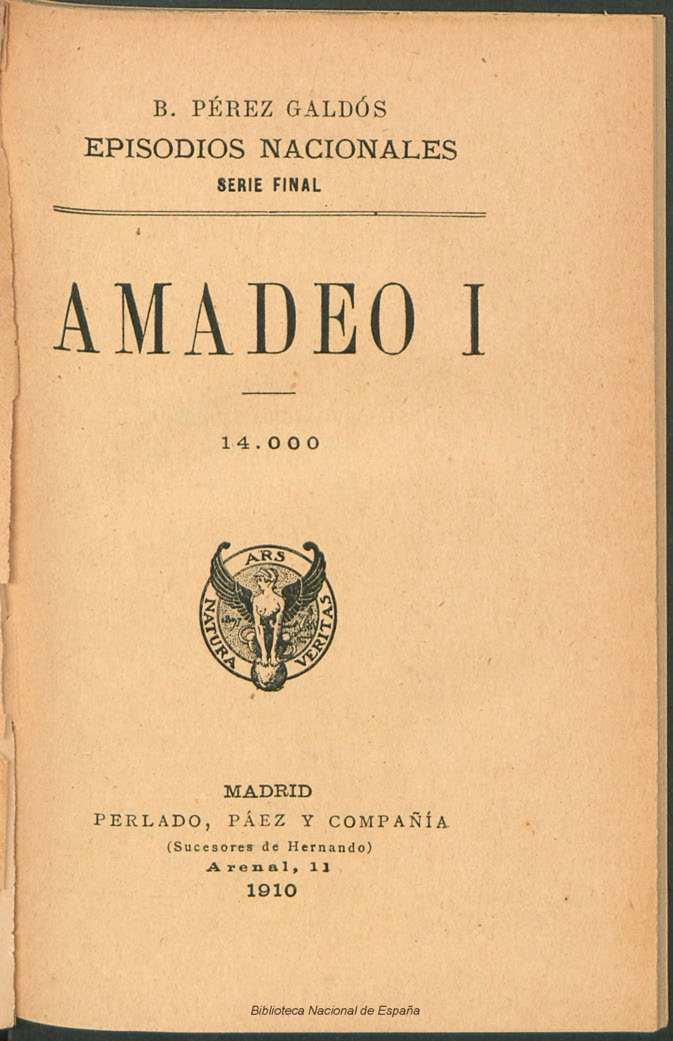
Cubierta de Amadeo I (edición de 1910)

Amadeo I es la tercera novela de la serie final de los Episodios nacionales de Benito Pérez Galdós, escrita en Santander y Madrid entre agosto y octubre de 1910, y publicada ese mismo año. Su título hace referencia a Amadeo de Saboya y su breve reinado en España entre 1871 y 1873.
Es la primera novela de los Episodios Nacionales que abandona el realismo y la correspondencia cronológica con la Historia, barajando los parámetros de tiempo y espacio como en un cuento fantástico. Para esta innovación literaria Galdós crea un nuevo personaje, Proteo (Tito) Liviano, escritor y periodista de El Debate, ferviente republicano, buen orador y afortunado galán en la amenidad de sus conquistas amorosas en el Madrid decimonónico. Con él, en la misma ensoñación, crea Galdós a Mariclío, a imagen y semejanza que el personaje de la «Madre» El caballero encantado, llamada también “Tía Clío Mariana”, una especie de musa o personificación de la Historia de España, mujer de elevada edad, aspecto cambiante y conducta extravagante, «personaje numinoso omnipresente», que toma a Tito bajo su protección y le transforma en «duendecillo invisible» para que actúe de observador de los acontecimientos históricos y se los transmita a continuación.

¡Ay, Dios mío! Que me llevaran los demonios si no era la Mariclío, con sin fin de años menos de los que representaba cuando anteriormente la vi, y muy apersonada y peripuesta.

«Hola, Tito -me dijo con graciosa confianza, arrastrando un pesado sillón para sentarse frente a mí-. ¿No me habías conocido? Vengo ahora un poquito transformada. Yo me pongo más fea o más bonita según los lugares por donde paso y las diligencias que traigo entre manos. Estamos en lo que los periodistas llamáis el regio alcázar, y cuando aquí entro, procuro adecentar mi facha y traje por si me sale en estas alturas del Estado algo decoroso que pueda llevar a mis archivos». Diciendo esto, alargó hacia mí uno de sus pies, con la mayor desenvoltura, sin cuidado de que yo le viera la pantorrilla. (...) «Con este escarpín azotaría yo las posaderas de los desgraciados y ridículos hombres que arriba he visto. Pide a tu Patria que tenga un arranque y los mande a donde fue mi amigo el reverendo padre Padilla».

Dicho esto, volvió a sentarse; la descalcé y calcé del otro pie, y quedose meditabunda un mediano rato, mientras yo discutía mentalmente con mis ojos sobre la realidad o ficción de lo que veían, y les acusaba de burlarme con alucinaciones infantiles... Y ellos me contestaban que no era culpa suya, sino de doña María Clío, hechicera y juguetona. Esta terminó sus meditaciones diciendo: «Mal andan allá arriba. Ministros y Rey han rivalizado en torpezas. Al Rey le disculpo. Sagastinos y zorrillistas le traen mareado con sus necias enemistades por un quítame esas pajas. Los 191 votos que dieron la corona a la casa de Saboya, ¿qué se hicieron? Hanse dividido en dos bandos; viven tirándose a la cabeza todos los trastos de la Constitución. Como don Amadeo no se imponga a esta tropa, ya puede preparar sus equipajes... Figúrate, hijo mío, que los llamados constitucionales se dividen a su vez, y por la combinación de generales andan también a repelones... El sábado, día de Consejo en Palacio, se presenta Sagasta en la Cámara Real, y dice al Rey que no se celebrará Consejo, porque no hay asuntos de qué tratar. No le valen al camerano sus marrullerías, y Amadeo, con acento más firme del que suele usar, le contesta: Si el Gobierno no tiene hoy nada que decirme, yo tengo cosas muy serias de que hablar al Gobierno. Cite usted ahora mismo, y aquí quedo esperando...
Capítulo I (Galdós, 1910)

Del entramado histórico, Galdós dedica páginas emotivas a la entrada en Madrid de Amadeo de Saboya, llamado por las Cortes para ser coronado rey de España, y cuyo primer acto oficial es asistir a las exequias de Prim. También describe la inestabilidad política que trasparentan los breves y sucesivos gobiernos de Ruiz Zorrilla, Sagasta, y Serrano, mientras que en Vascongadas y Navarra tiene lugar la insurrección fracasada de Don Carlos, nieto de Carlos María Isidro de Borbón, que intenta resucitar las guerras carlistas; proceso que concluye con el convenio de Amorebieta, pero al que sigue una insurrección republicana y un atentado fallido contra el propio Amadeo. Finalmente, se analizan las razones de la abdicación del monarca, a cuya dimisión sucedió la Primera República, con Figueras como presidente.
El propio escritor vivió los sucesos narrados, y el personaje Tito Liviano no parece un personaje real, sino un desdoblamiento interior del autor,, el narrador «ubicuo y omniscente» que le sirve a Galdós de heterónimo. Por ejemplo, el periódico en el que trabaja Tito Liviano, El Debate, fue dirigido por el propio Galdós entre 1871 y 1873. Al comienzo de la historia, en el grupo de amigos del protagonista, se cita a un canario sin identidad, un guiño a su persona. El isleño introduce al protagonista en El Debate y veranea en Santander.